# Svatá Voršila (obrazový cyklus)
Legenda o svaté Voršile (v italštině Storie di sant'Orsola) je řada velkých nástěnných maleb na plátně od italského renesančního umělce Vittora Carpaccia, původně vytvořených pro Scuola di Sant'Orsola v Benátkách. Nyní jsou v Benátkách v Gallerie dell'Accademia. Obrazy byly objednány rodinou Loredana, která měla pod svou patronací Scuola di Sant' Orsola. Rodina se vyznačovala svými vojenským zásahy proti "nevěřícím", proti otomanské říši. Tyto vojenské zásahy jsou opakovaně zobrazovány na jednotlivých obrazech cyklu.

## Legenda o svaté Voršile

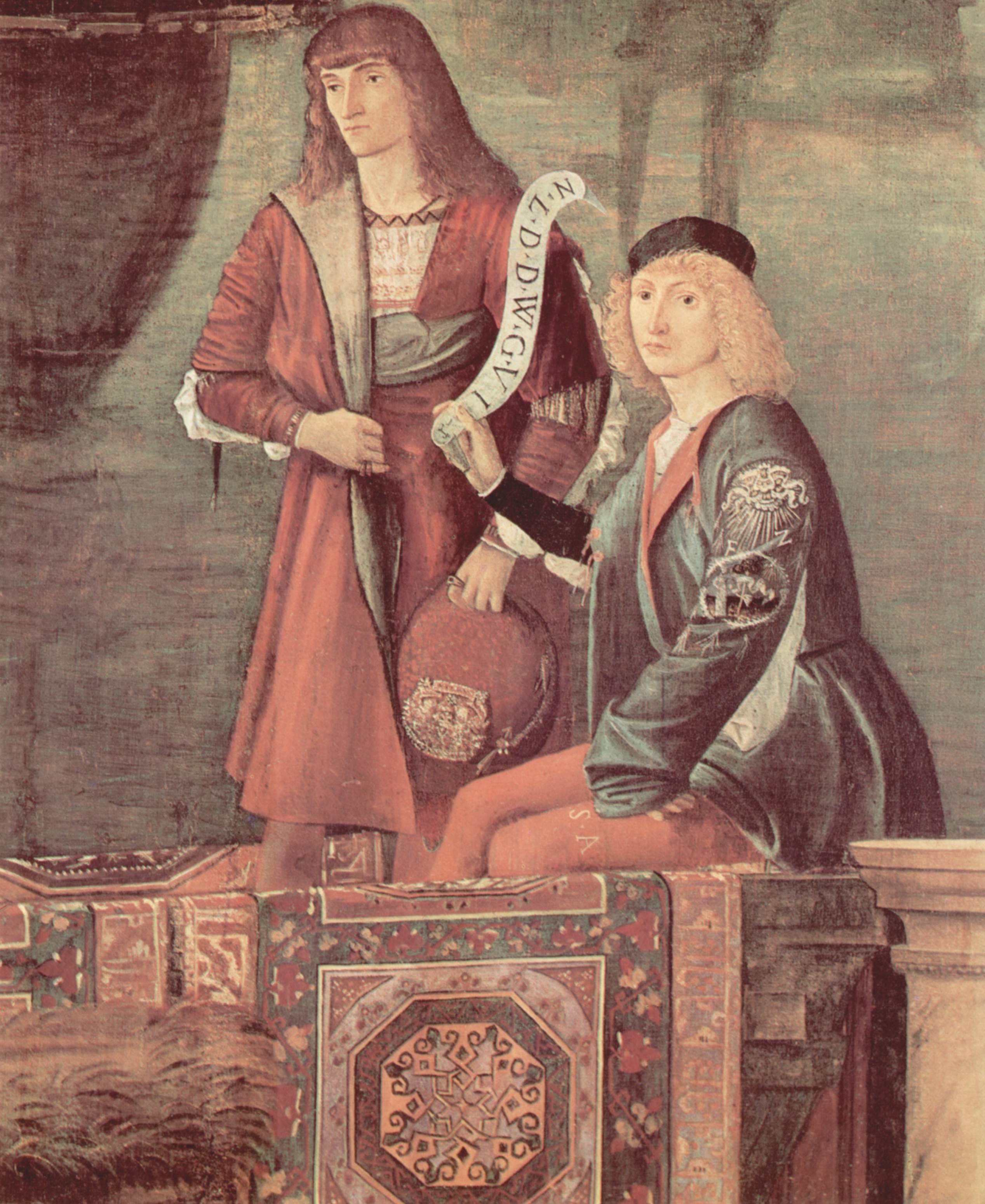
Detail z obrazu Setkání Voršily s princem

Podle Zlaté legendy Jacopa da Varagina byla Uršula či Voršila dcera křesťanského krále v Británii. Král, její otec, jí přislíbil jako nevěstu pohanskému knížeti. Uršula byla z nadcházejícího sňatku s pohanem nešťastná. Pokusila se svatbu oddálit, eventuálně jí zabránit přáním, aby její snoubenec přestoupil na křesťanskou víru a dal jí tři roky na to, aby se v doprovodu svých panen vypravila do Říma za papežem. Pohanský panovník prý s podmínkou souhlasil a všichni se vydali na cestu. Zastávka na zpáteční cestě v Colonia Agrippina, které se později stalo Kolínem nad Rýnem, byla pro poutníky osudná. Výprava byla přepadena Huny a jejich náčelník, Attila, nařídil Voršile, aby se stala jeho ženou. Když odmítla, byla Attilou umučena a spolu s ní i její družky. Uvádí se, že její doprovod čítal 10 000 panen, některé prameny uvádí počet 11 panen.

## Popis děl

### Příjezd vyslanců
Přestože první dva obrazy zobrazují první události, byly namalovány jako poslední z cyklu, v letech 1497-1498.
První scéna je umístěna v otevřeném pavilonu a je rozdělená do tří částí. Na pravé straně je Ursula a její otec, zobrazeni při rozhovoru. Centrální scéna zobrazuje setkání mezi králem a velvyslanci. V pozadí je chrám a další imaginární budovy připomínající tehdejší Benátky. Vlevo, v popředí pod lodžií, je panorama moře s galeonou. Mimo postavy v popředí stojí muž v červené tóze, naznačující tzv. didascalos, vypravěče renesančního divadla, která popisovala nebo komentovala hru divákům, obvykle představující anděla. Mezi diváky jsou postavy se znakem Compagnia della Calza, benátského bratrstva, které organizovalo představení během karnevalu a dalších náboženských slavností.

### Odjezd vyslanců
Výjev setkání vyslanců s králem je umístěn v nádherném interiéru. Obvykle je výjev popisován jako odchod vyslanců od krále Británie. Písař v pozadí zaznamenává odpověď Voršily princi. Podle jiné interpretace, oděv postav poukazuje na jejich pohanství. Tak by výjev byl součástí soudu a velvyslanci odjíždějí dopravit vzkaz svému panovníkovi.

### Návrat vyslanců
Třetí obraz popisuje návrat vyslanců do Británie, scéna se odehrává v otevřeném pavilonu, v pozadí imaginární město, připomínající benátskou architekturu.

### Setkání Voršily s princem
Pomocí vlajky malíř rozdělil obraz na dvě části. Zcela vlevo, sedící na parapetu, je Antonio Loredan, člen Compagnia della Calza a objednavatel díla. Rozdělení umožnilo Carpacciovi vylíčit dvě různé krajiny: vlevo je Británie (Anglie) s hrady a strmými útesy, s princem loučícím se s jeho otcem, vpravo je setkání snoubenců a rozloučení Voršily s jejím otcem. V pozadí přípravy na odjezd poutníků do Říma s imaginárním bretonským / britským městem, charakterizovaným renesančními a benátskými stavbami.

### Svatý sen
Výjev ukazuje svatou postavu, spící v manželské posteli, což je narážka na nemožnost manželství. Zatímco postava ležící v posteli spí, do místnosti vchází anděl, osvětlený slunečním paprskem. Anděl nese zprávu o jejím nadcházejícím mučednictví. Interiér je vykreslen s pozoruhodným realismem, jako je nábytek a květiny: myrta a karafiát, symbolizují věrnost v manželství. Nápis DIVA FAUSTA, umístěný pod sochou Herkula, naznačuje vykupitelskou povahu božského poselství. Anděl přináší čistotu a čistí svatou mysl.

### Setkání poutníků s papežem
Princ respektuje smlouvu s Ursulou a doprovází ji na její pouti do Říma. Tady, mimo zdi města, se poutníci setkávají s papežem, který pokřtí pohanského prince a korunuje jeho snoubenku. I tento obřad připomíná benátské prostředí a je zde zobrazen vedle papeže didascalos v červené tóze a vzhledu renesančního humanisty Ermolao Barbaro.

### Příjezd poutníků do Kolína nad Rýnem
Tento obraz pochází z roku 1490 a Carpaccio jej maloval přímo pro cyklus. Popisuje příchod poutníků, doprovázených papežem, do Kolína nad Rýnem, poté kdy jsou obklíčeni Huny. Banery nad věží, červeno-bílé se třemi zlatými korunami, jsou znakem osmanského sultána Mehmeta II., hlavního benátského nepřítele za Carpacciova života. Tři koruny naznačují země pod jeho vládou: Asie, Trabzon a Řecko.

### Umučení a pohřeb svaté Voršily
Sloup uprostřed obrazu, nesoucí erb rodiny Loredana, jej rozděluje na dvě scény: vlevo je mučednictví sv. Ursuly a její následování 10 000 panen; vpravo pak její pohřeb. Stejně jako v předchozím obrazu je Mehmet II. a jeho vojáci vyobrazeni jako Hunové, s výjimkou maurského vojáka uprostřed levé scény.

### Apoteóza svaté Voršily
Toto plátno se původně nacházelo v kapli Scuola di Sant'Orsola  a celý cyklus ukončovalo. Ursula je zobrazena v přítomnosti Boha, se sepjatýma rukama, (symbol mučednictví), obklopená jejími společníky. Šest serafinů ji ověnčuje korunami. Vlevo jsou tři mužské postavy, nejpravděpodobněji tři synové Antonia Loredana. Loredan bránil Shkodëra v Albánii proti Turkům; jeho hřbitov připomíná zámek v pozadí.